# 四海豚广场
四海豚广场（Place des Quatre-Dauphins）是法国南部普罗旺斯地区艾克斯的一个广场，位于马扎然区（Quartier Mazarin），枢机街（rue Cardinale）与九月四日街（rue du Quatre-Septembre）交汇处，近马耳他的圣若望教堂以及米拉波大道。
广场中心的四海豚喷泉为巴洛克风格，1929年被列为法国历史古迹。